# Manoir de la Chesnelière
Le manoir de la Chesnelière est un édifice situé à Saint-Christophe-du-Luat, en France.

## Localisation
Le monument est situé dans le département français de la Mayenne, à 2 km au nord du bourg de Saint-Christophe-du-Luat.

## Historique
La porte fortifiée ainsi que le bâtiment à sa gauche sont inscrits au titre des Monuments historiques depuis le 10 décembre 1927.